# Borvörös tinóru
A borvörös tinóru vagy bíborvörös tinóru (Imperator rhodopurpureus) a tinórufélék családjába tartozó, meleg lomberdőkben termő, mérgező gombafaj.

## Megjelenése
A borvörös tinóru kalapja 10-15 cm átmérőjű, alakja fiatalon félgömbszerű, majd domborúvá kiterül. Felülete nedvesen tapadós, szárazon matt, bársonyos. Színe kezdetben sárgásrózsaszínes, később bor-, bíborvörös színű, sérülésre, nyomásra nyomásra feketedik. Húsa vastag, élénksárga színű, vágásra gyorsan, erősen megkékül. Szaga gyümölcsszerű, íze kissé fanyar. 
A tönknél felkanyarodó termőrétege csöves, a pórusok szűkek. Színe kezdetben sárgák, majd olívszínűek lesz, a pórusnyílások narancs- vagy borvörösek. Nyomásra, vágásra erősen kékül.
Spórapora olívabarna. Spórái orsó vagy ellipszis alakúak, simák, méretük 11,6-13,9 × 5,0-5,9 mikrométer. 
Tönkje 5-12 cm magas és 3-6 cm vastag. Alakja hasas, körteszerű. Színe csúcsán narancsvörös, a töve felé rózsás, bíborvörös színű, feltűnően, finoman hálózatos. A tönk alapjában megvágva vörösödik.

### Hasonló fajok
Hasonlít hozzá a rózsáskalapú tinóru, a hosszúszemű hálózatos recével díszített változékony tinóru és a pontozott tönkű, narancsvörös kalapú vörös tinóru. Valamennyi nyersen mérgező.

## Elterjedése és termőhelye
Európában honos. Magyarországon ritka.
Melegebb lomberdőkben, elsősorban tölgyek alatt található. Júliustól szeptemberig terem. 
Nyersen mérgező, méreganyaga alapos főzés hatására lebomlik. Ritkasága miatt kímélendő.  

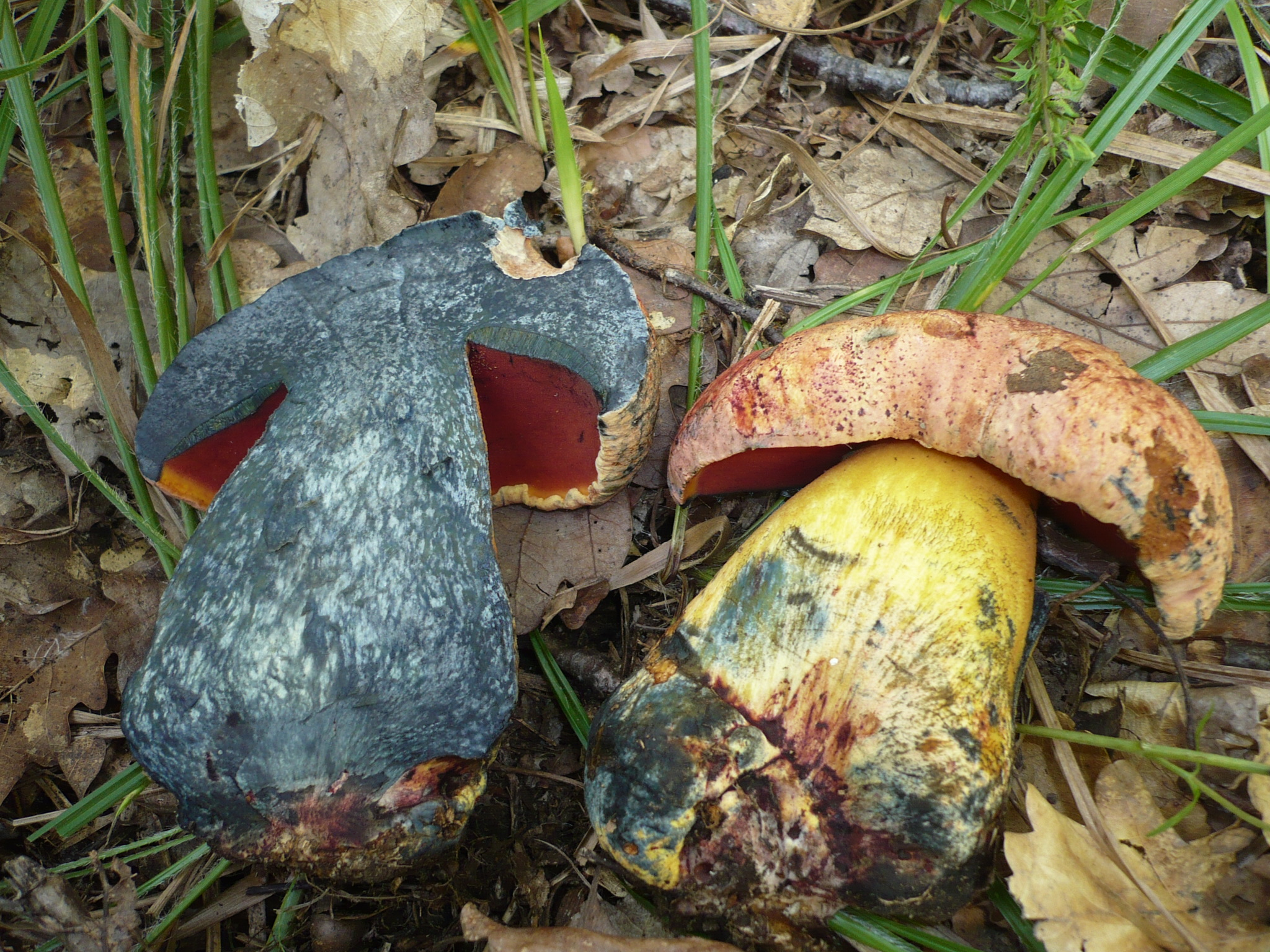
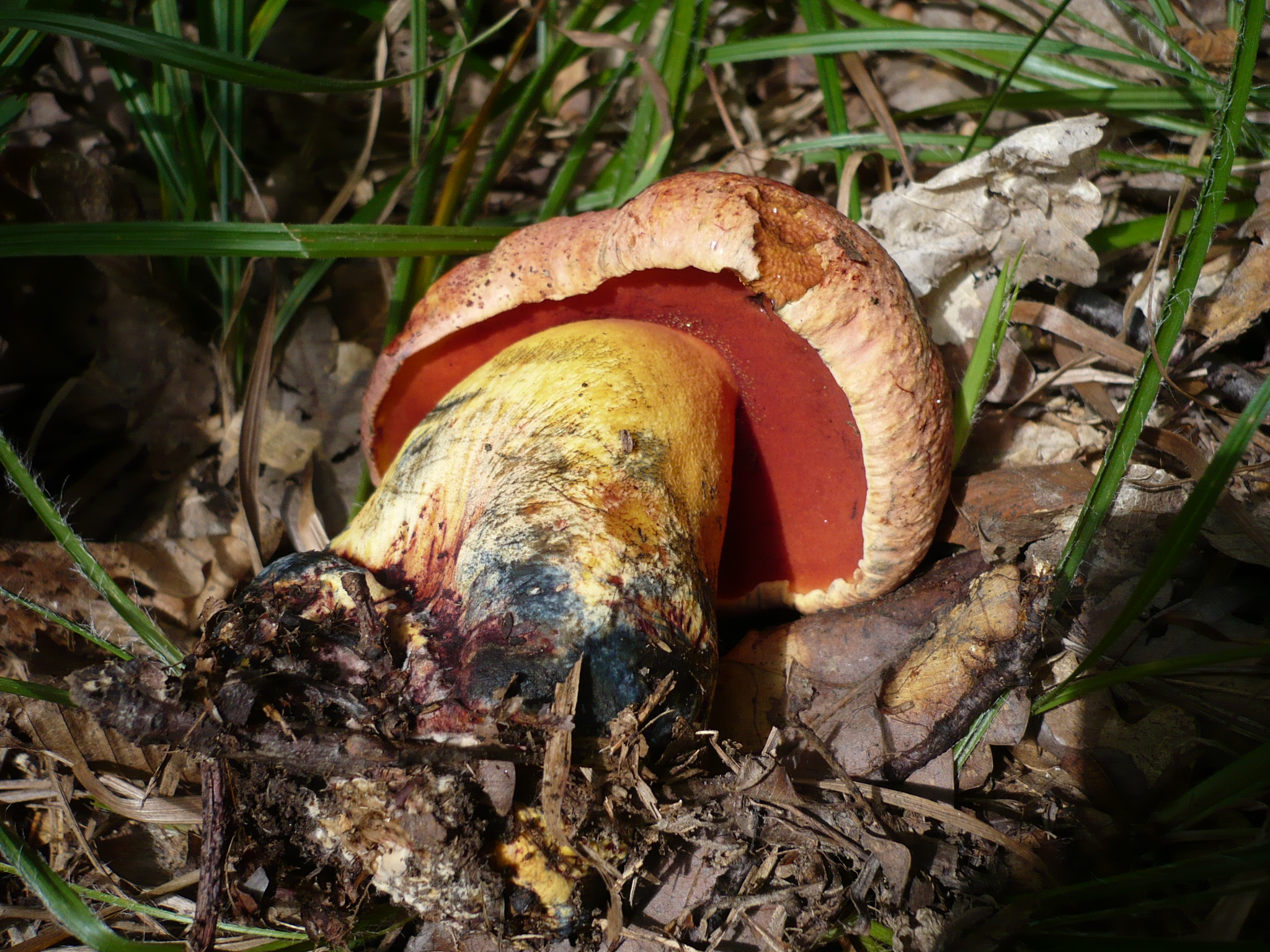
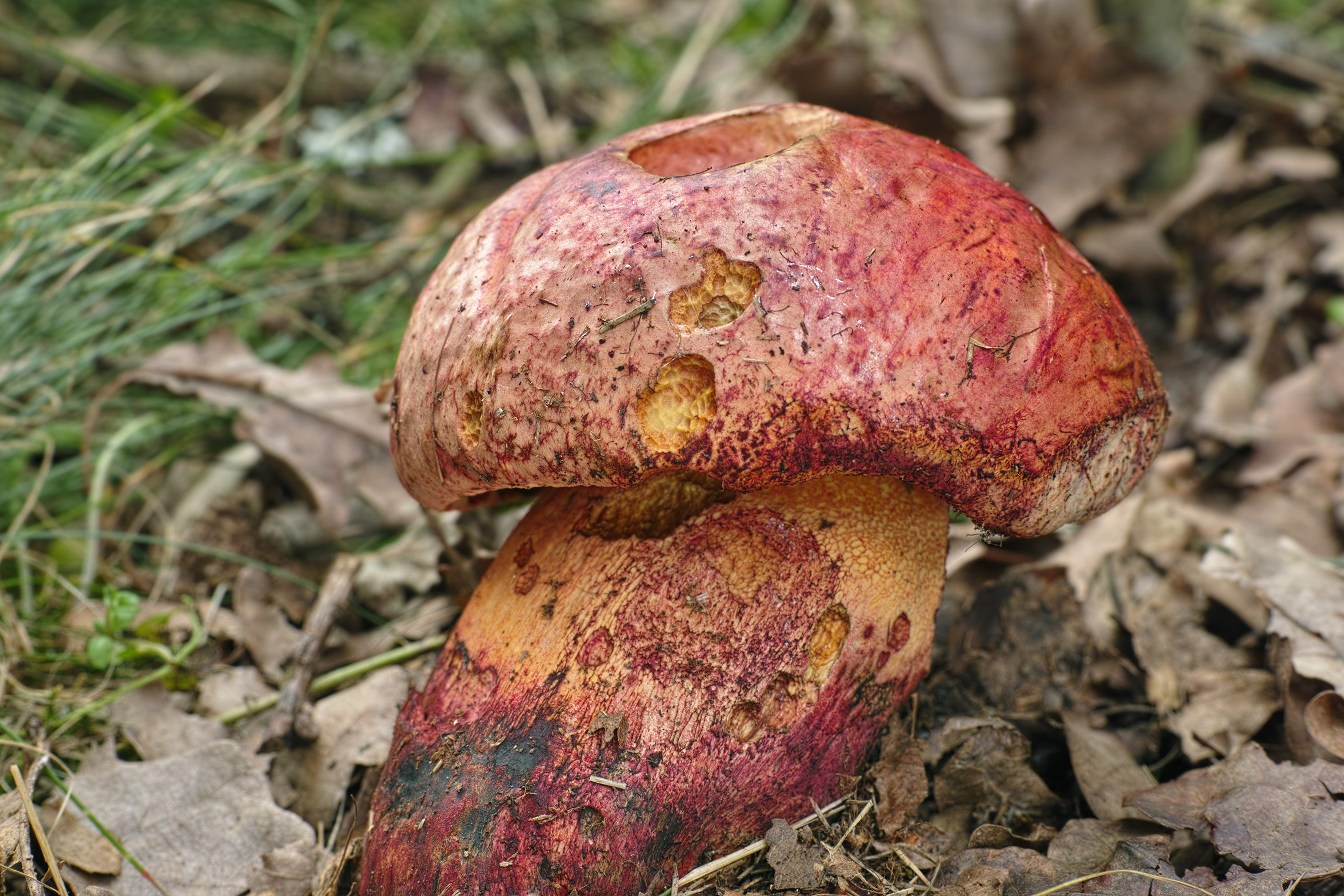
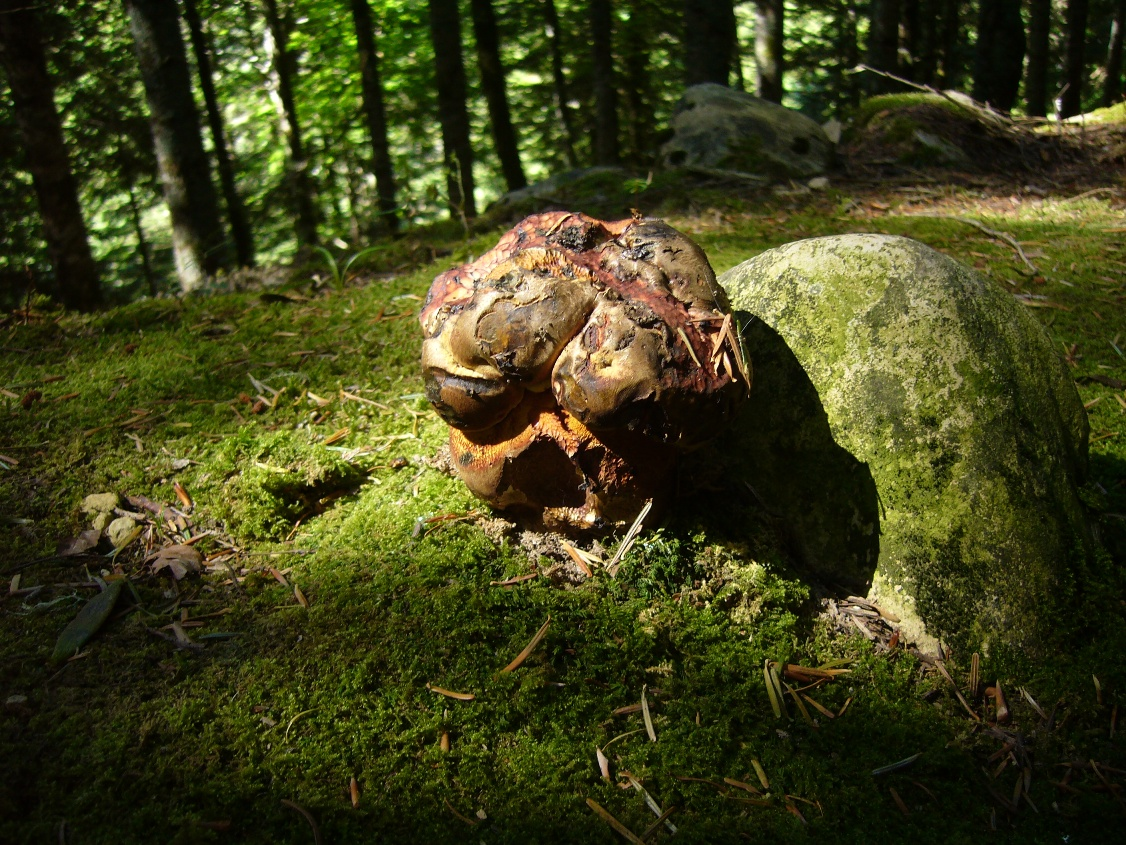